# Bambrugge
Bambrugge är en ort i Belgien.   Den ligger i provinsen Östflandern och regionen Flandern, i den centrala delen av landet, 30 kilometer väster om huvudstaden Bryssel. Bambrugge ligger 30 meter över havet och antalet invånare är 1 575.
Terrängen runt Bambrugge är platt. Runt Bambrugge är det tätbefolkat, med 427 invånare per kvadratkilometer.. Närmaste större samhälle är Aalst, 7,6 kilometer öster om Bambrugge. 
Omgivningarna runt Bambrugge är en mosaik av jordbruksmark och naturlig växtlighet.